# لیبرتی (آیداهو)
لیبرتی (به انگلیسی: Liberty) یک منطقهٔ مسکونی در ایالات متحده آمریکا است که در شهرستان آبشار لیک، آیداهو واقع شده‌است. لیبرتی ۱٬۸۲۴٫۸۶ متر بالاتر از سطح دریا واقع شده‌است.